# Ludwig Kögl
Ludwig Kögl (ur. 7 marca 1966 w Penzbergu) – niemiecki piłkarz występujący na pozycji pomocnika.

## Kariera klubowa
Kögl jako junior grał w klubach FC Penzberg oraz TSV Starnberg. W 1983 roku trafił do TSV 1860 Monachium. W 1984 roku przeszedł do Bayernu Monachium. W Bundeslidze zadebiutował 25 sierpnia 1984 w wygranym 3:1 meczu z Arminią Bielefeld. 21 maja 1985 w wygranym 4:0 spotkaniu z Karlsruher SC zdobył pierwszą bramkę w trakcie gry w Bundeslidze. W Bayernie Kögl grał przez sześć sezonów. W tym czasie zdobył z klubem pięć mistrzostw Niemiec (1985, 1986, 1987, 1989, 1990) oraz Puchar Niemiec (1986). Wystąpił z nim także w finale Pucharu Europy 1986/1987, jednak Bayern przegrał tam z FC Porto.
W 1990 roku Kögl odszedł do VfB Stuttgart, również grającego w Bundeslidze. Pierwszy ligowy mecz zaliczył tam 8 sierpnia 1990 przeciwko Borussii Dortmund (3:0). W 1992 roku zdobył z zespołem mistrzostwo Niemiec. Przez sześć lat w Stuttgarcie Kögl rozegrał 139 ligowych spotkań i zdobył 14 bramek.
W lutym 1996 roku przeszedł do szwajcarskiego FC Luzern. Spędził tam 3,5 roku. W 1999 roku powrócił do Niemiec, gdzie został graczem SpVgg Unterhaching, beniaminka Bundesligi. W sezonie 2000/2001 spadł z klubem do 2. Bundesligi. Po zakończeniu tamtego sezonu zakończył karierę.

## Kariera reprezentacyjna
Kögl rozegrał dwa spotkania w reprezentacji Niemiec. Zadebiutował w niej 15 czerwca 1985 w przegranym 0:2 towarzyskim meczu ze Meksykiem. Po raz drugi w kadrze zagrał 17 listopada 1985 w zremisowanym 2:2 spotkaniu eliminacji Mistrzostw Świata 1986 z Czechosłowacją.